# Вишня (Смолевицький район)
Вишня (біл. вёска Вішня) — село в складі Смолевицького району Мінської області, Білорусь. Село підпорядковане Озерицько-Слобідській сільській раді, розташоване в центральній частині області.